# Ulrich Zasius
Ulrich Zasius, né en 1461 à Constance et mort le 24 novembre 1535 à Fribourg-en-Brisgau, est un juriste et humaniste allemand. Il est considéré comme l'un des plus éminents juristes au tournant du Moyen Âge et de la Renaissance. Il avait une correspondance épistolaire suivie avec de nombreux humanistes de son temps, et notamment avec Érasme qu'il a rencontré en 1518 pour la première fois.

## Biographie

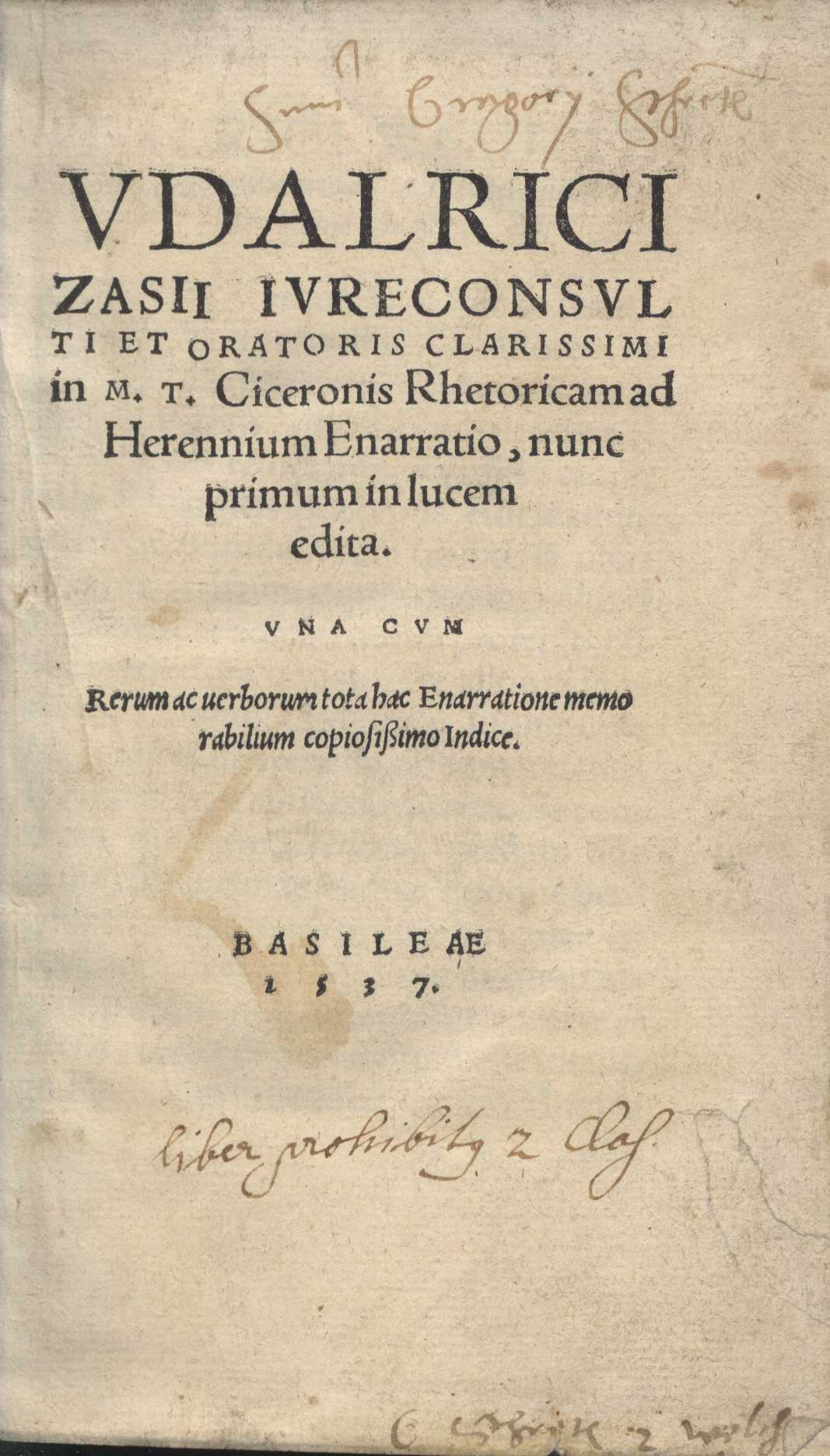
Page de titre d'un ouvrage d'Ulrich Zasius (1517).

De son nom de naissance Ulrich Zäsy, il a, selon la coutume de l'époque, latinisé son nom en Huldrichus ou Udalricus Zasius. Après une scolarité à l'école du chapitre de Constance, il part en 1481 pour l'université de Tübingen. Il y reste deux ans, inscrit à la facultas artium (la faculté de arts libéraux) et obtient un  baccalauréat. De 1483 à 1485, il est greffier et notaire à la cour épiscopale de Constance ;  il est maître de latin à Buchhorn (aujourd'hui Friedrichshafen) de 1485 à 1489, et notaire impérial dès 1486. En 1489 et jusqu'en 1494 il est secrétaire de la ville de Baden, dans le district de Baden (Argovie) en Suisse et secrétaire de la Diète fédérale suisse pour la correspondance en latin. Il est nommé secrétaire de la ville de Fribourg-en-Brisgau en 1494, et de 1496 à 1499 il est recteur de l'école latine de Fribourg-en-Brisgau. En tant que secrétaire, Zasius réorganise la tenue des comptes et des registres, et crée dans ce contexte un recueil des jugements dans lequel doivent être consigné les décisions de juridiction ; ce registre a été tenu jusqu'en 1609.
Ce n'est qu'en 1499 que Zasius, alors âgé de 40 ans, marié et père de plusieurs enfants, s'inscrit comme étudiant à la faculté de droit de l'université. Mais dès 1501 il obtient un doctorat  (doctor legum) en droit romain, il est chargé d'un enseignement des Institutes en 1501 et devient professeur ordinaire de droit romain en 1506. À partir de 1502 il est secrétaire juridique et consultant juridique de la ville. En 1502, Zasius travaille au nouveau droit municipal de la ville, document  qui est imprimé en 1520. En élaborant ce document, Zasius essaye d'harmoniser dans la pratique les droits romain et germanique. Cet ouvrage, considéré comme sa publication juridique majeure, influence les réformes du droit municipal en Suisse (Berne, Soleure, Bâle). Zasius déploie une activité intense d'enseignement. Ses cours sont suivis par un grand nombre d'étudiants, parmi lesquels il y a le théologien Johannes Eck ou encore le franc-comtois Gilbert Cousin. Ses œuvres, rédigées dans un élégant latin de l'époque classiques, lui valent rapidement une large renommée. L'empereur Maximilien Ier le nomme conseiller impérial en 1508.

## Droit humaniste

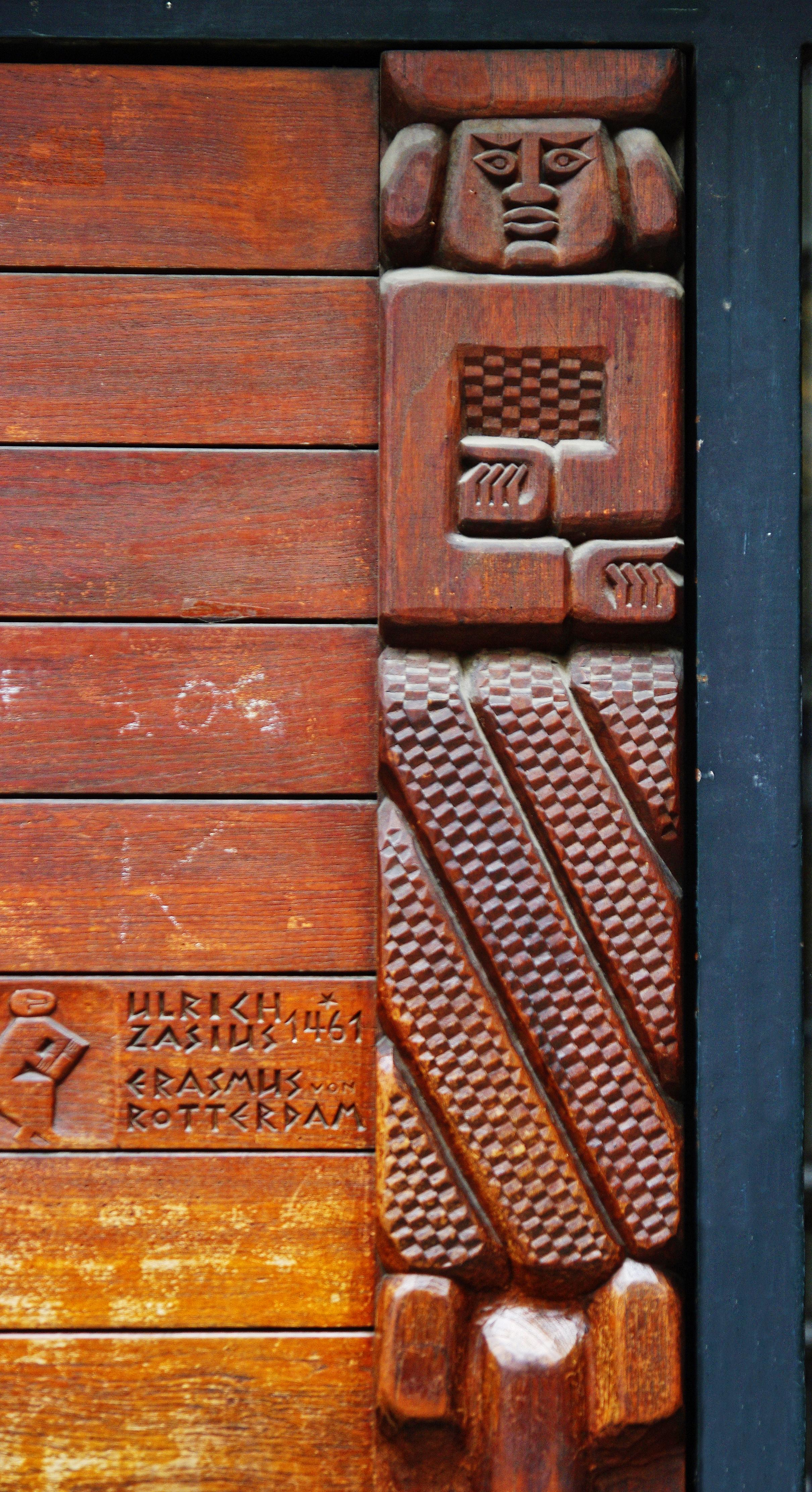
Portrait de Zasius à la à Fribourg.

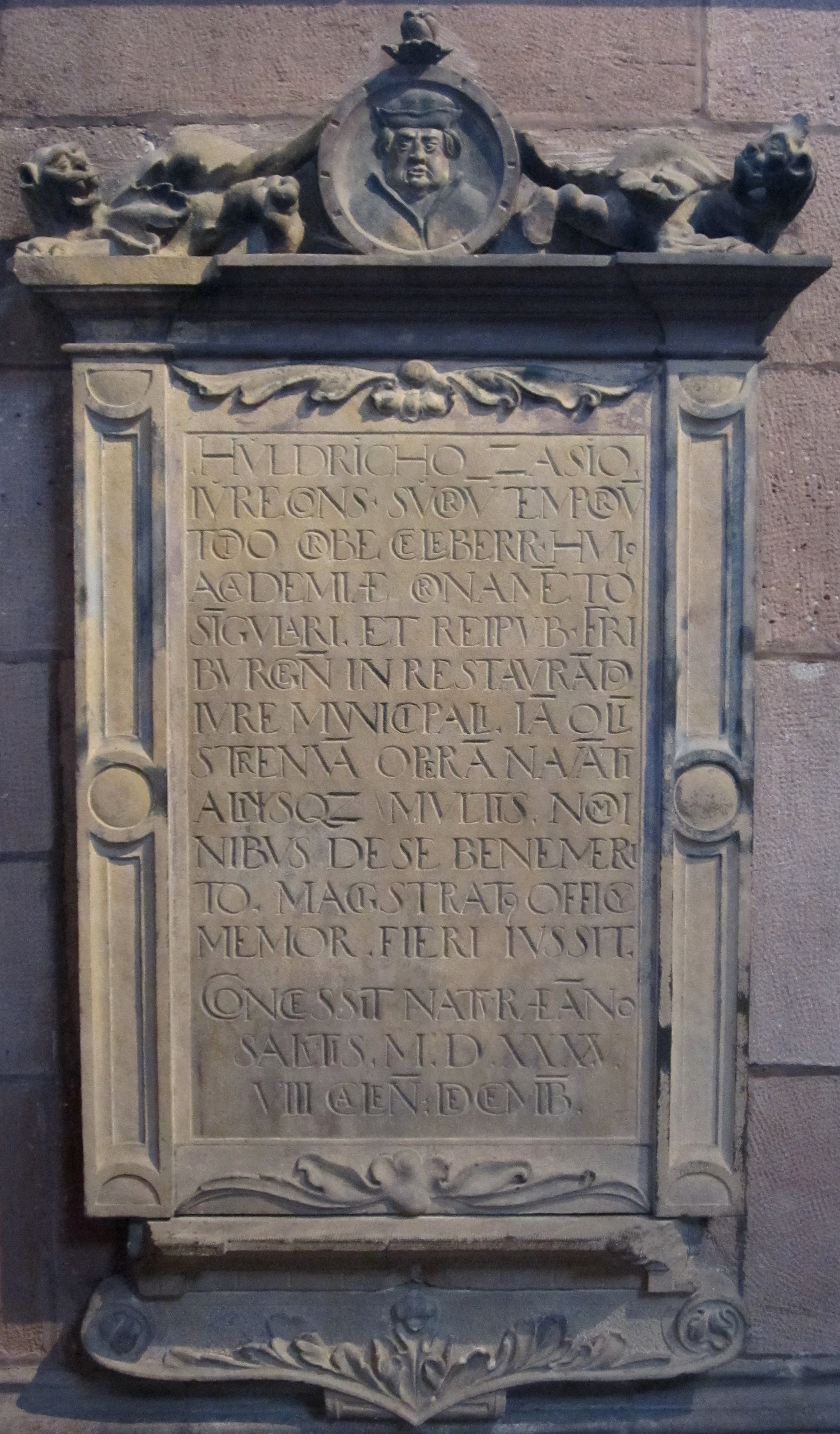
Épitaphe dans la Cathédrale Notre-Dame de Fribourg.

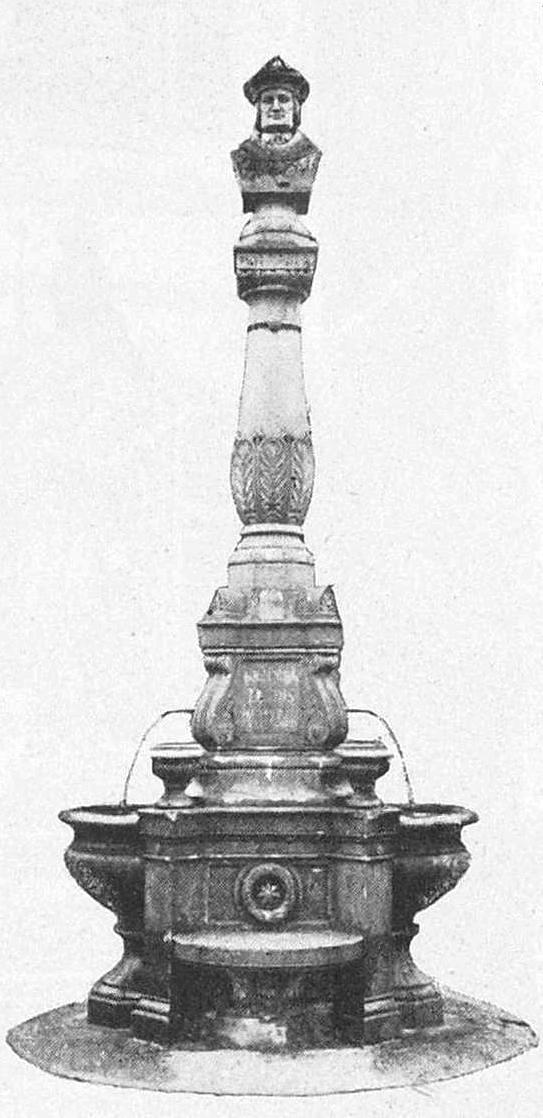
La fontaine Zasius vers 1900.

Ulrich Zasius a joué un rôle précurseur important dans l'humanisme juridique. Ce mouvement refuse la jurisprudence jusqu'alors imprégnée de scolastique. Dans les sciences juridiques, ce changement est décrit par le terme mos gallicus, la manière française de considérer le droit romain, en opposition au mos italicus qui est la manière italienne. Le mos italicus est la manière ancienne, qui est une adaptation des textes juridiques romain et canonique aux us et coutumes italiennes, adaptation réalisée depuis le XIIe siècle par les glossateurs et les commentateurs. La méthode de mos gallicus est repose sur une critique textuelle des sources juridiques authentiques.
La nouveauté de la manière française réside dans l'approche des textes romains, qui sont considérés avec un recul historique approprié et sont interprétés dans le nouveau modèle humaniste de la Renaissance. Pour Zasius, qui  était encore étroitement lié au mos italicus, les recueils de droit romain (les Pandectes, aussi appelés Digestes) constituaient une base intouchable. Mais Zasius était l'un de ceux qui ont libéré les sources romaines des gloses qui les accompagnaient et les ont ainsi rendus utilisables pour une application juridique effective.
Les juristes italien André Alciat et français Guillaume Budé œuvrent dans le même sens ; ils sont appelés, avec Zasius, les « rois étoiles » de la jurisprudence par Érasme. D'autres auteurs de ce qu'on appelle la scolastique espagnole tardive, comme par exemple Diego de Covarrubias sont imprégnés de l'esprit de l'humanisme juridique.

## Zasius comme créateur du droit municipal de Fribourg
Le sens juridique réaliste de Zasius s'avère particulièrement efficace dans la reformulation du droit municipal de Fribourg, achevé et publié en 1520. Ce droit résulte d'une unification des droits romains et germaniques et est considéré comme une œuvre juridique majeure de son temps. Il constitue, jusqu'au XIXe siècle, le fondement de l'organisation juridique et juridictionnelle de la ville, et aussi comme une source du droit pour les verdicts de la cour supérieure de justice de Fribourg, précurseur de la cour régionale de justice.
Zasius est un représentant de la théorie que les juifs sont soumis aux chrétiens, et s'exprime assez crument en ce sens dans le style de Martin Luther. Il traite de manière discriminatoire les juifs dans son nouveau droit municipal. Dans les affaires de droit, les juifs n’avaient pas le droit de témoigner, et n'avaient pas le droit à  commercer avec les bourgeois de Fribourg; cette activité, déjà rendue difficile par un édit de la ville de 1401, est punie dans la nouvelle juridiction d'une amende, et en cas de récidive d'une expulsion du bourgeois incriminé.

## Renommée
Après la mort de Zasius, la ville a apposé, dans le déambulatoire du chœur de la cathédrale, une épitaphe, sous forme d'une inscription latine qui, rédigée dans des  termes très élogieux, le nomme « le juriste le plus connu de son époque », « l'honneur de son université » et le « créateur du droit municipal ». En 1868 est créée la fontaine devant le lycée où il a enseigné
Il existe une Zasiusstraße dans le quartier  Wiehre de Fribourg, et dans le quartier Paradies à Constance.
Érasme, qui a vécu de 1529 à 1535 à Fribourg, fuyant Bâle pendant une période agitée de la réformation, écrit à son ami Willibald Pirckheimer le 15 juillet 1529 : « Je n'ai rien vu en Allemagne que j'ai tant admiré que le caractère d'Ulrich Zasius. Cet homme mérite l'immortalité !».

## Œuvres

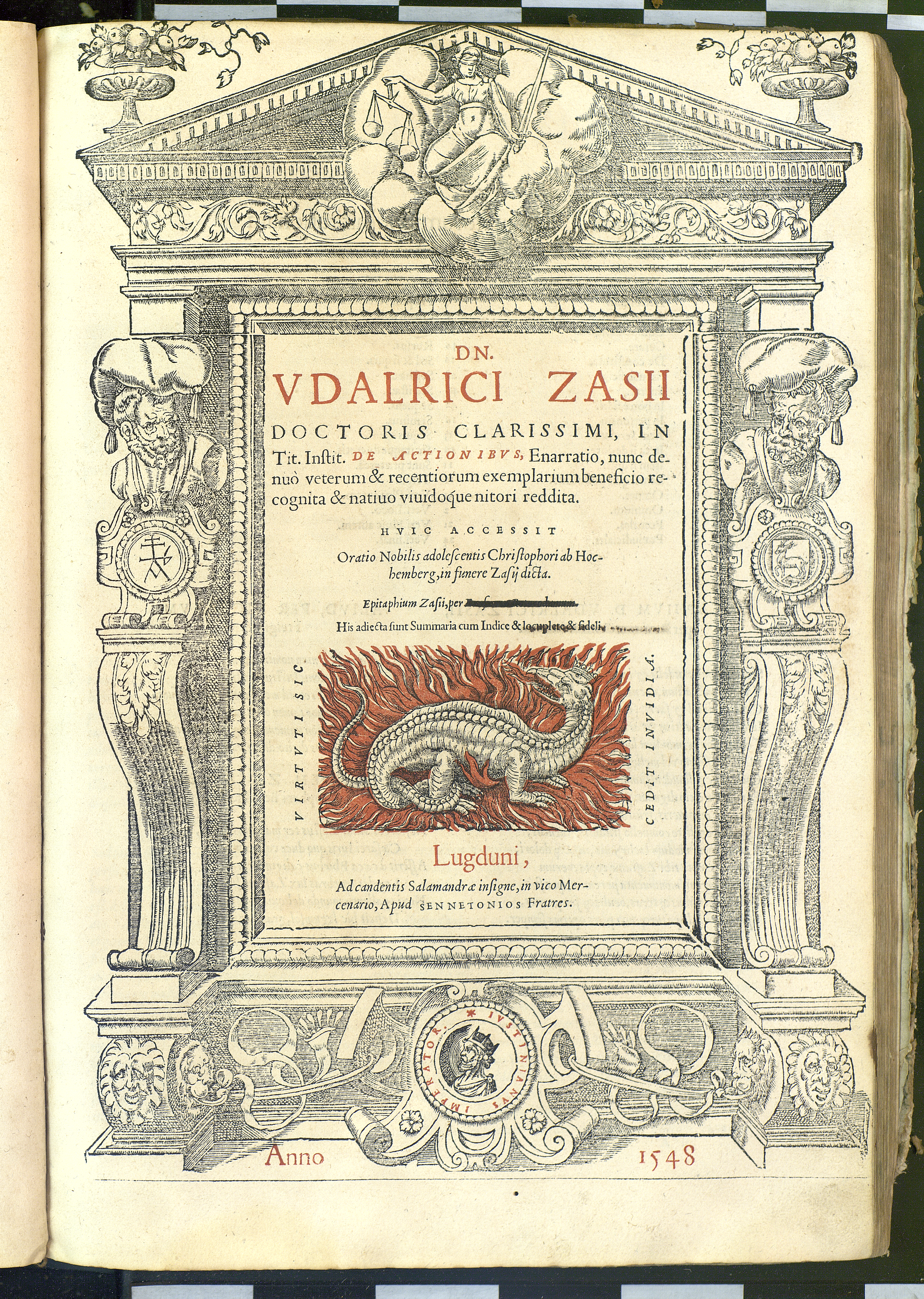
Enarratio in titulum Institutionum de actionibus, 1548

- Enarratio in titulum Institutionum de actionibus, 1548 (lire en ligne)
- In primam Digestorum partem paratitla (lire en ligne)
- Enarrationes in titulum de verborum obligationibus (lire en ligne)
- In usus feudorum epitome (lire en ligne)
- In sequentes FF. Veteris titulos lecturae (lire en ligne)
- Enarrationes in titulum FF. Si cert. petatur (lire en ligne)
- In aliquot Digestorum titulos enarrationes (lire en ligne)
- In sequentes Digestorum titulos enarrationes (lire en ligne)
- In titulum FF. de re iudicata lectura (lire en ligne)
- In celeberrimos aliquot titulos FF. enarrationes (lire en ligne)

#### Ouvrage général
- Erik Wolf, Große Rechtsdenker  der deutschen Geistesgeschichte, Mohr Siebeck, 1963, 4e éd., 803 p. (ISBN 978-3-16-627812-4).

#### Monographies
- Roderich von Stintzing, Ulrich Zasius. Ein Beitrag zur Geschichte der Rechtswissenschaft im Zeitalter der Reformation, Bâle, 1857.
- Guido Kisch, Zasius und Reuchlin. Eine rechtsgeschichtlich vergleichende Studie zum Toleranzproblem, Constance, Jan Thorbecke Verlag, coll. « Pforzheimer Reuchlinschriften » (no 1), 1961 (OCLC 490358305).
- Steven Rowan, Ulrich Zasius. A Jurist in the German Renaissance, 1461–1535, Francfort, V. Klostermann, coll. « Ius commune. Sonderhefte, Studien zur europäischen Rechtsgeschichte » (no 31), 1987 (OCLC 489664118).
- Klaus-Peter Schroeder, « Ulrich Zasius (1461-1535) - Ein deutscher Rechtsgelehrter im Zeitalter des Humanismus », Juristische Schulung,‎ 1995, p. 97-102.

#### Notices et lexiques
- Steffen Bressler, « Ulrico Zasio », dans Rafael Domingo (éditeur), Juristas universales, vol. II : Juristas modernos. Siglos XVI al XVIII: de Zasio a Savigny, Madrid, 2004, p. 89-92.
- (de) Gerhard Kaller, « Ulrich Zasius », dans Biographisch-Bibliographisches Kirchenlexikon (BBKL), vol. 14, Herzberg, 1998 (ISBN 3-88309-073-5, lire en ligne), colonnes 357-359.
- « Ulrich Zasius » dans le Dictionnaire historique de la Suisse en ligne.
- « Ulrich Zasius » sur l’université de Heidelberg.
- (de) Johann August Ritter von Eisenhart, « Ulrich Zasius », dans Allgemeine Deutsche Biographie (ADB), vol. 44, Leipzig, Duncker & Humblot, 1898, p. 708-717.

#### Édition d'œuvres
- Ulrich Zasius, Joachim Mynsinger von Frundeck (éditeur scientifique) et Nikolaus Freigius (compilation), Opera omnia, Aalen, Scientia Verlag, 1964-1966 (OCLC 491992925) (7 volumes)
- Ulrich Zasius, Udalrici Zasii iureconsulti et oratoris clarissimi in M. T. Ciceronis Rhetoricam ad Herennium Enarratio, 1537, Livre numérique sur la bibliothèque de l'université de Vienne.